# Bożena Klimczak
Bożena Klimczak (ur. 25 listopada 1942 w Poznaniu, zm. 17 maja 2025) – profesor nauk ekonomicznych, wykładowca Uniwersytetu Ekonomicznego we Wrocławiu. W swojej pracy naukowo-badawczej koncentrowała się wokół mikroekonomii, ekonomii instytucjonalnej, a także etyki gospodarczej.
Karierę naukową rozpoczęła w 1966 uzyskując tytuł zawodowy magistra na Akademii Ekonomicznej we Wrocławiu. Następnie kontynuowała swoją działalność naukową na tej uczelni uzyskując w 1972 stopień naukowy doktora, zaś w 1987 otrzymała habilitację. Od 1997 – profesor nauk ekonomicznych.
Była kierownikiem Katedry Mikroekonomii i Ekonomii Instytucjonalnej. Ponadto w latach 1993–2001 oraz ponownie w latach 2005–2010 sprawowała funkcję prezesa Wrocławskiego Oddziału Polskiego Towarzystwa Ekonomicznego. Należała do Stowarzyszenia Etyki Biznesu „EBEN” – Polska oraz do Polskiego Towarzystwa Prakseologicznego.
Była autorką licznych publikacji ok. 120. Wśród nich znajduje się 5 książek.
W swojej karierze wypromowała 5 doktorów. Za swoją działalność naukową i dydaktyczną otrzymała nagrodę Ministerstwa Nauki i Szkolnictwa Wyższego za całokształt działalności naukowej (2012), Medal Komisji Edukacji Narodowej oraz Złotą Odznakę Honorową z Wieńcem Polskiego Towarzystwa Ekonomicznego.
Członek Akademickiego Klubu Obywatelskiego im. Prezydenta Lecha Kaczyńskiego w Poznaniu.